# جزایر کیمن
جزایر کیمن (به انگلیسی: Cayman Islands) بخشی از مستعمرات فرادریایی بریتانیا است که در دریای کارائیب قرار دارد. جزایر کیمن در ۲۴۰ کیلومتری جنوب کوبا و ۲۶۸ کیلومتری شمال غرب جامائیکا واقع شده‌است.

## تاریخچه
این جزایر را کریستف کلمب در ۱۰ مه ۱۵۰۳ میلادی کشف کرد. او این جزایر را «لاکپشت‌ها» (به اسپانیایی: Las Tortugas) نامید. در حدود ۱۵۴۰ میلادی، نام این جزایر به کایمان تغییر یافت. واژه کایمان از caiman سوسماری که در این جزایر زندگی می‌کنند، نشأت گرفته‌است.
کشتی کریستف کلمب پیش از رسیدن به این جزایر به شدت دچار وزش بادهای سهمگین دریایی شد. پس از فرونشستن بادها، کریستف کلمب دو جزیرهٔ کوچک را مشاهده کرد. ساحل این جزایر مملو از لاک‌پشت بود، به همین سبب او این جزایر را لاس تورتوگاس (Las Tortugas) در اسپانیولی به معنی «جزیرهٔ لاک‌پشت‌ها» نامید. او همچنین در سواحل اطراف، کروکودیل‌های دریایی را نیز مشاهده کرد. «جزیرهٔ لاک‌پشت‌ها» در زبان بومیان کارائیب (Caymanas) خوانده می‌شود که بعدها به (Cayman) تغییر پیدا کرد.
در اواخر قرن شانزدهم، پای انگلیسی‌ها به این جزایر باز شد. با گسترش خانه‌های بومیان در جزیرهٔ گرند کیمن، انگلیسی‌ها آنجا را تبدیل به شهر کردند. به علت آنکه پادشاه بریتانیا در آن زمان جرج سوم بود، شهر تازه تأسیس را جورج تاون نامیدند. جزایر کیمن در قرن ۱۸ میلادی و در نیمه اول قرن ۱۹ میلادی زیر نظر بریتانیای کبیر اداره می‌شد. در سال ۱۸۶۳، ادارهٔ این جزایر از سوی بریتانیا به جامائیکا دیگر مستعمرهٔ آن زمان بریتانیا واگذار شد. در سال ۱۹۵۹ میلادی جزایر کیمن به فدراسیون جزایر هند غربی منضم شد. در سال ۱۹۶۲ و با استقلال جامائیکا، این فدراسیون فروپاشید و جزایر کیمن بار دیگر مستقیماً زیر نظر بریتانیا قرار گرفت.
جزایر کیمن در سال ۱۹۹۴ به علت آنچه که گروه ویژه اقدام مالی، رها کردن سیاست مبارزه با پول‌شویی توسط جزایر کیمن نامید در لیست سیاه این سازمان قرار گرفت. ولی در سال ۲۰۰۱ میلادی و با اعمال نفوذ بریتانیا، نام جزایر کیمن از این لیست پاک شد.

## سیاست
از سال ۲۰۰۵ میلادی استوارت جک به سمت فرماندار کل و از همین سال نیز بیزنس کورت تیبتس به عنوان رئیس دولت، توسط بریتانیا منصوب شده‌اند.

## جغرافیا
پایتخت جزایر کیمن، شهر جرج‌تاون است. شهر جرج‌تاون، حدود ۳۰ هزار نفر جمعیت دارد. کل مساحت این جزایر ۲۶۴ کیلومتر مربع است. جزایر کیمن متشکل از سه جزیره است.

## تقسیمات کشوری
این سه جزیره به ترتیب مساحت عبارت‌اند از:
| نقشه                      | جزیره     | مساحت کیلومتر مربع | جمیعت |
| ------------------------- | --------- | ------------------ | ----- |
|                           | گرند کیمن | ۱۹۷                |       |
| کیمن براک (Cayman Brac)   | ۳۸        |                    |       |
| لیتل کیمن (Little Cayman) | ۲۸٫۵      |                    |       |

## مردم
نژاد ۴۰ ٪ ساکنان جزایر کیمن دورگهٔ سیاه و سفید، ۲۰ ٪ سیاه، ۲۰ ٪ سفید و ۲۰ ٪ نیز سایر گروه‌های نژادی است. ادیان رایج در این جزایر شامل، کلیسای متحد (پرسبیترینیسم یا پیروان مشایخی کلیسای پروتستان و کنگره‌گرایان)، انگلیکان، باپتیست، کلیسای خدا، پروتستان و کاتولیک هستند.

## اقتصاد
از مهم‌ترین صنایع در جزایر کیمن می‌توان به گردشگری و بانکداری اشاره کرد.

## نگارخانه

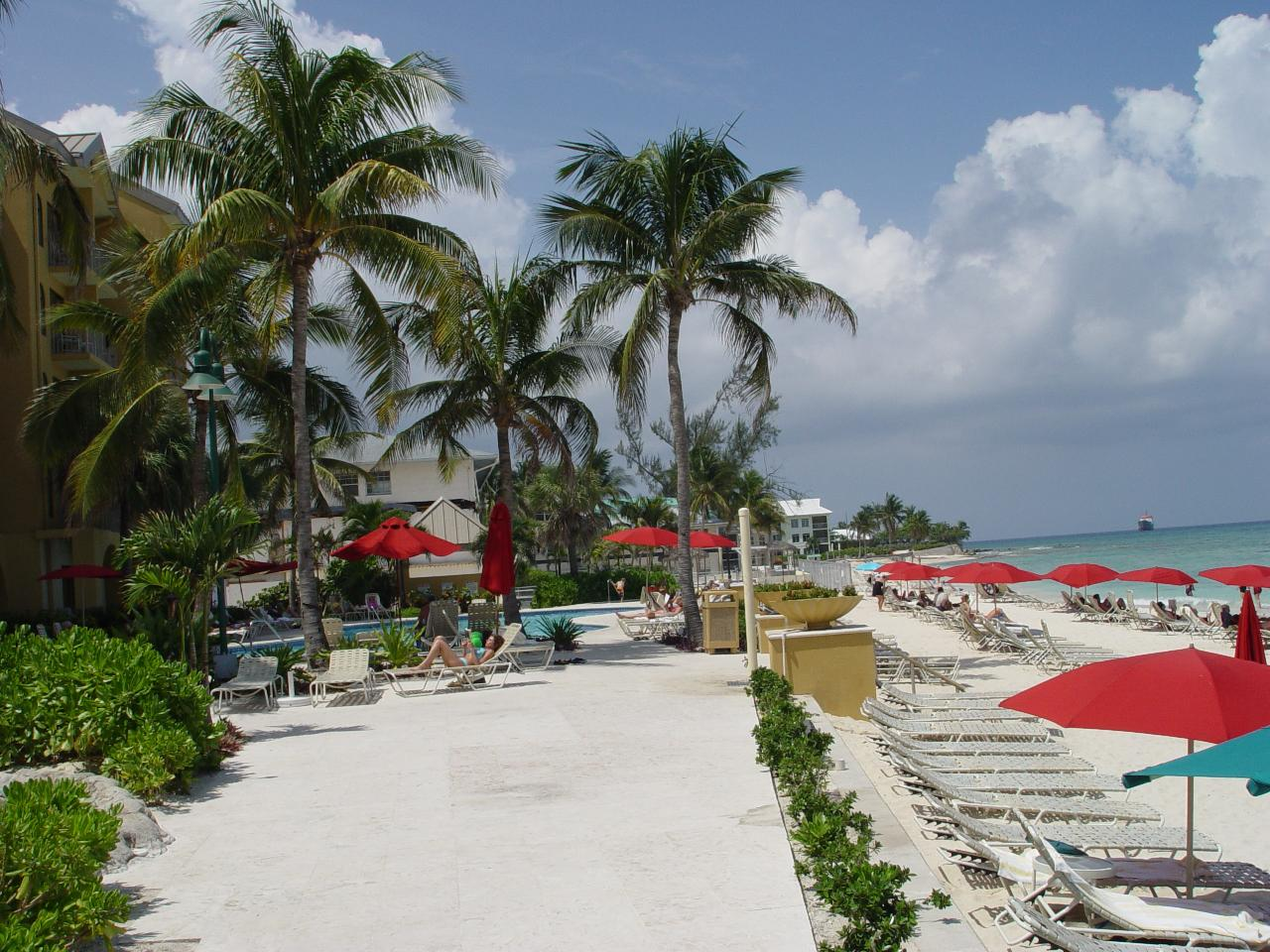
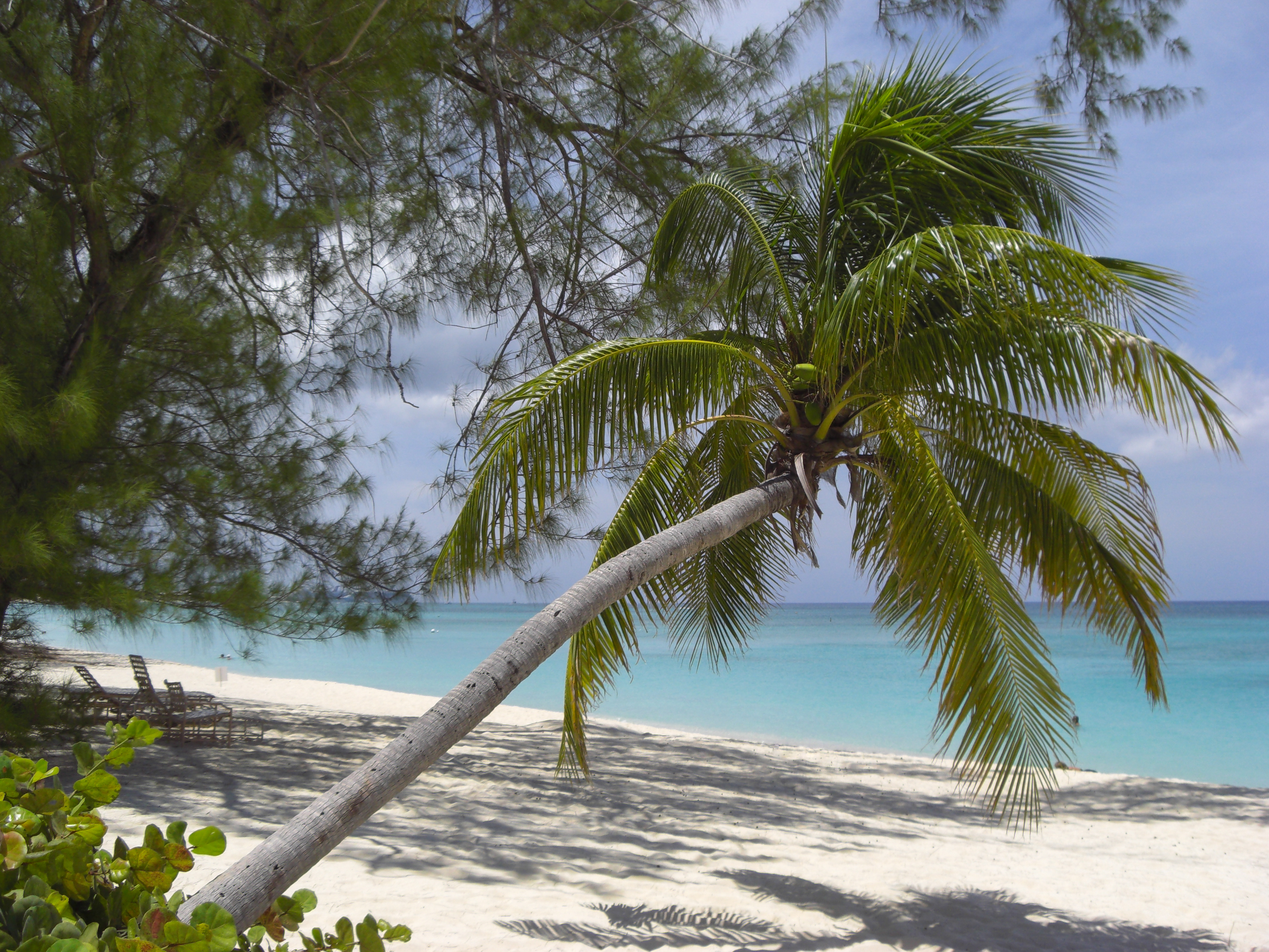
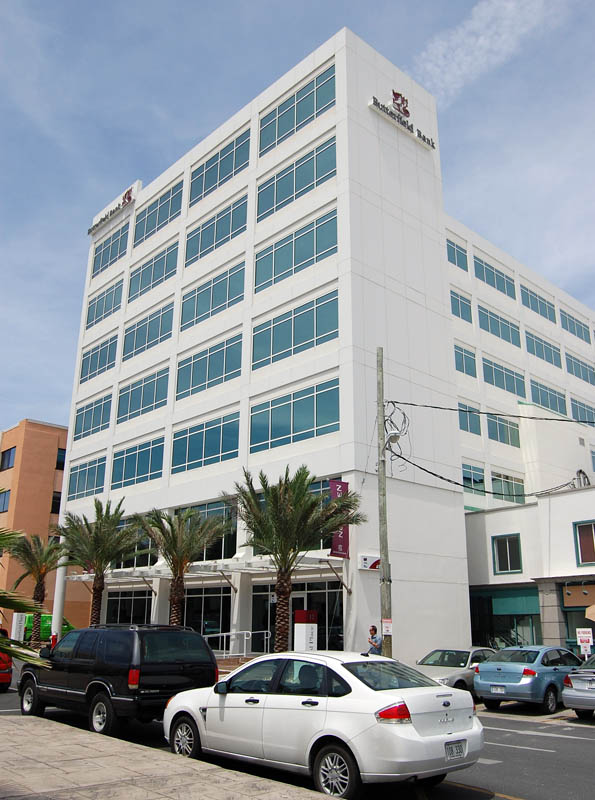
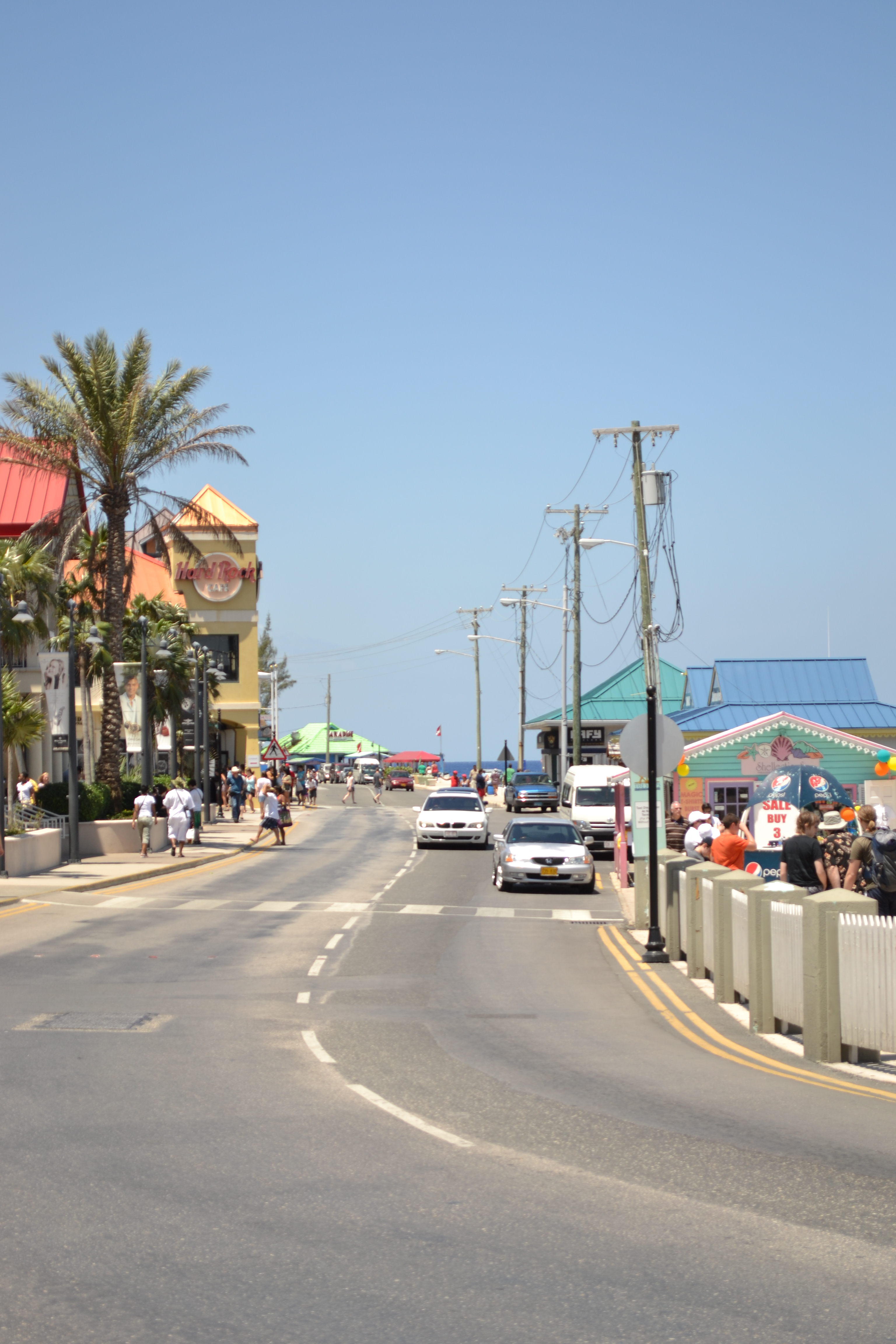
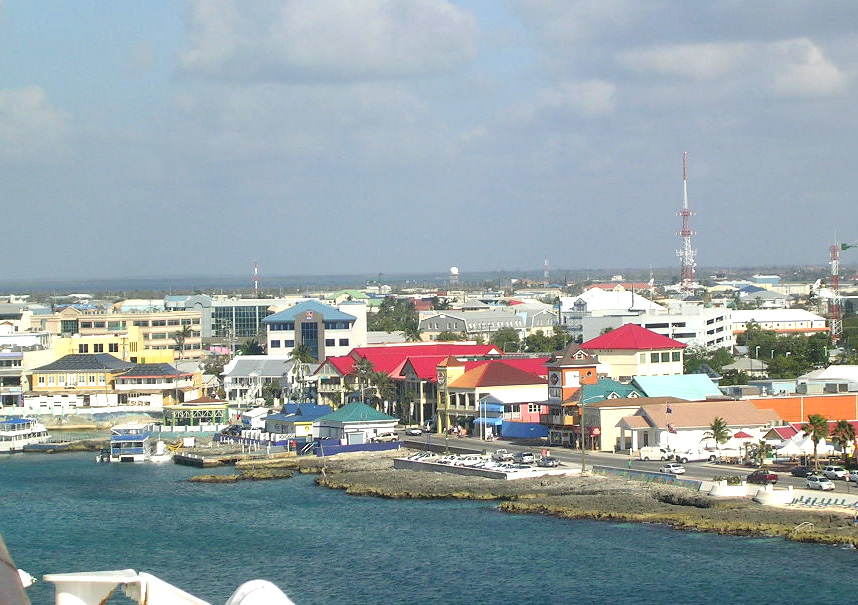
بخش تجاری جرج‌تاون، پایتخت جزایر کیمن